# Brasile ai XVIII Giochi olimpici invernali
Il Brasile ha partecipato ai XVIII Giochi olimpici invernali di Nagano, che si sono svolti dal 7 al 22 febbraio 1998, con una delegazione di un solo atleta.

## Sci alpino
| Gare maschili |                 |              |           |
| Gara          | Atleta          | Tempo totale | Posizione |
| Supergigante  | Marcelo Apovian | 1:49.43      | 37°       |